# 厲陰宅：最終聖事
《厲陰宅：最終聖事》（英語：The Conjuring: Last Rites）是一部2025年美國超自然恐怖電影，由麥可·查維斯執導，薇拉·法蜜嘉和派翠克·威爾森分別再次飾演靈異調查員兼作家羅琳·華倫與艾德·華倫。該片為《厲陰宅3：是惡魔逼我的》（2021年）的續集，也是厲陰宅宇宙的第九部作品。溫子仁和彼得·沙佛朗再次擔任製片人。
《厲陰宅：最終聖事》預計2025年9月5日在美國上映。

## 演員
- 薇拉·法蜜嘉飾演羅琳·華倫
- 派翠克·威爾森飾演艾德·華倫
- 米亞·湯姆林森飾演茱蒂·華倫（Judy Warren）
- 本·哈迪飾演東尼·斯佩拉（Tony Spera）
- 史蒂夫·寇特（Steve Coulter）飾演高登神父（Father Gordon）
- 蕾貝卡·卡爾德（英语：Rebecca Calder）
- 艾略特·考萬（英语：Elliot Cowan）
- 綺拉·洛德·卡西迪（英语：Kíla Lord Cassidy）
- 碧兒·蓋斯頓（英语：Beau Gadsdon）
- 約翰·布萊瑟頓（英语：John Brotherton）
- 山农·库克（英语：Shannon Kook）飾演德魯（Drew）

## 制作
在2021年6月《厲陰宅3：是惡魔逼我的》上映之前，导演麥可·查維斯在接受《帝國》杂志采访时提到了《厲陰宅》系列可能有新作品：“希望《厲陰宅3：是惡魔逼我的》能为華倫夫妇开启一个新的篇章。它为《厲陰宅》系列电影带来了一个独特的结局。我很期待看到接下来的发展。”演员派翠克·威爾森和韋娜·法米加也表示愿意回归。法米加说道：“天啊，我很想继续拍下去。每一部都要提升恐怖程度。魔鬼学已经是非常激烈和戏剧化的了。”2022年10月，《荷里活報道》透露第四部《厲陰宅》电影正在制作中，由大衛·萊斯利·強森-麥古德瑞克编写剧本，溫子仁和彼得·沙佛朗继续担任制片人。
在2023年9月《鬼修女II》上映前，查维斯表示剧本工作可能会继续进行，称该项目意在作为整个系列故事的“终章”。到2024年2月，查维斯正在商谈担任导演一职，9月时，本·哈迪和米娅·汤姆林森（Mia Tomlinson）加入了演员阵容。
影片拍摄计划于2024年9月10日至10月10日在伦敦进行，且已于2024年9月17日开拍。

## 發行
《厲陰宅：最終聖事》預計2025年9月5日在美國上映。